# Chlorogomphus arooni
Chlorogomphus arooni – gatunek ważki z rodziny Chlorogomphidae.